# Liste der Bodendenkmale in Drestedt
In der Liste der Bodendenkmale in Drestedt sind alle Bodendenkmale der niedersächsischen Gemeinde Drestedt aufgelistet. Die Quelle ist der Denkmalatlas Niedersachsen. Der Stand der Liste ist der 29. Oktober 2024.

## Allgemein
In den Spalten finden sich folgende Informationen des Bodendenkmales:
Lagegeographische Koordinaten
BezeichnungBezeichnung lt. Denkmalatlas
BeschreibungBeschreibung lt. Denkmalatlas
IDObjekt-ID
BildBild, ggf. zusätzlich mit Link zu weiteren Fotos im Medienarchiv Wikimedia Commons.

## Drestedt
| Lage                        | Bezeichnung            | Beschreibung | ID       | Bild |
| --------------------------- | ---------------------- | --- | -------- | ---- |
| 53° 19′ 56″ N, 9° 44′ 45″ O | Drestedt 2, Grabhügel  | Flacher Grabhügelrest. Zu 3/4 abgegraben um Wiesen anzulegen. Durchmesser ehemals 10 m, Teilstück 0,70 m hoch erhalten.                           | 28960285 | BW   |
| 53° 19′ 49″ N, 9° 44′ 31″ O | Drestedt 3, Grabhügel  | | 28960291 | BW   |
| 53° 19′ 50″ N, 9° 45′ 28″ O | Drestedt 8, Grabhügel  | Breit, flach, Oberfläche stark zerwühlt und von alten Eingrabungen und historischen Wegspuren zerklüftet. Durchmesser 18 m, erhaltene Höhe 0,7 m. | 28960283 | BW   |
| 53° 18′ 58″ N, 9° 45′ 25″ O | Drestedt 9, Grabhügel  | Klein mit deutlich abgesetztem Rand. Kuppe mit Einsenkung. Durchmesser 10,5 m, erhaltene Höhe 0,7 m.                                              | 28960288 | BW   |
| 53° 20′ 1″ N, 9° 43′ 54″ O  | Drestedt 10, Grabhügel | Groß, kräftig gewölbt, Durchmesser 17 m, erhaltene Höhe 1,8 m.                                                                                    | 28960295 | BW   |
| 53° 20′ 5″ N, 9° 43′ 59″ O  | Drestedt 11, Grabhügel | Breit, oben abgeflacht, Spuren des Forststreifenpflugs. Durchmesser 15 m, erhaltene Höhe 1 m.                                                     | 28960387 | BW   |
| 53° 19′ 52″ N, 9° 44′ 14″ O | Drestedt 12, Grabhügel | Flach, oben abgeplattet, Rand verfließt und Kuppe durch größere Eingrabungen gestört. Durchmesser 15 m, erhaltene Höhe 0,7 m.                     | 28960389 | BW   |
| 53° 19′ 53″ N, 9° 44′ 10″ O | Drestedt 13, Grabhügel | Sehr flach, Durchmesser 12 m, erhaltene Höhe 0,6 m. Mitte etwas eingesunken.                                                                      | 28960388 | BW   |
| 53° 19′ 47″ N, 9° 45′ 28″ O | Drestedt 17, Grabhügel | Rund mit Einkuhlungen, Durchmesser 20 m, erhaltene Höhe 1,3 m.                                                                                    | 28960391 | BW   |